# 44MAGNUM (アルバム)
『44MAGNUM』（フォーティフォーマグナム）は、44MAGNUMの7枚目のオリジナル・アルバム。

## 概要
前作より7年振りのオリジナル・アルバムであり、吉川“BAN”裕規の脱退後、SHUSE（La'cryma Christi）と、ボーカルのPAULの実息であるSTEVIEを新たにメンバーとして加え、5人編成で制作された。
初回限定盤は、デジパック仕様で「SOULS」のビデオクリップを収録したDVDが付属している。

## 収録曲

### CD（初回限定盤・通常盤共通）
（全作詞（特記以外）：梅原“PAUL”達也、全作曲：広瀬“JIMMY”さとし）
1. IN THE END
2. IT IS JUST SUCH A FEELING
  - 作詞：梅原“PAUL”達也、STEVIE
3. CALL MY NAME
4. SOULS※通常盤のみ
5. BROKEN WINGS
6. マガイモノ
7. IN MY MIND
8. I'm Back -熱狂マインドコントローラー
9. Dear Mr. KING OF POP
  - 2009年に亡くなったマイケル・ジャクソンに向けた追悼曲である。
10. SHOW TIME
11. 10g モラトリアム
  - 作詞：STEVIE

### DVD（初回限定盤のみ）
1. SOULS（VIDEO CLIP）